# Arsikere
Arsikere auch Arasikere (Kannada ಅರಸೀಕೆರೆ) ist eine ca. 55.000 Einwohner zählende Stadt im Distrikt Hassan im südwestindischen Bundesstaat Karnataka.

## Lage und Klima
Arsikere liegt auf dem Dekkan-Plateau in einer Höhe von gut 800 m ca. 55 km bzw. gut 35 km (Fahrtstrecke) nordöstlich der vielbesuchten Tempelstädte Belur und Halebid; die Distriktshauptstadt Hassan befindet sich ca. 40 km südwestlich und der den Jains heilige Ort Sravanabelagola liegt ca. 65 km südöstlich. Das Klima ist für indische Verhältnisse eher gemäßigt; Regen (ca. 765 mm/Jahr) fällt hauptsächlich während der Monsunmonate Juni bis Oktober.

## Bevölkerung
Die mehrheitlich Kannada sprechende Bevölkerung besteht zu ca. 72,5 % aus Hindus und zu ca. 24 % aus Moslems; 2 % sind Christen und ca. 1 % gehören zur Glaubensgemeinschaft der Jains; andere Religionen (Sikhs, Buddhisten etc.) bilden zahlenmäßig kleine Minderheiten. Der männliche und der weibliche Bevölkerungsanteil sind ungefähr gleich hoch.

## Wirtschaft
Die Einwohner von Arsikere leben weitgehend als Handwerker, Kleinhändler und im Dienstleistungsbereich. Auf den Feldern der Umgebung werden hauptsächlich Weizen, Linsen und Gemüse angebaut. Auch Kokospalmen spielen eine wichtige Rolle im Wirtschaftsleben der Region.

## Geschichte
Im Mittelalter war Arsikere eine der wichtigsten Städte des Hoysala-Reiches. Im 15. und in der ersten Hälfte des 16. Jahrhunderts war die Gegend Bestandteil des Vijayanagar-Reiches, dessen Macht jedoch mit der verlorenen Schlacht von Talikota (1565) gegen die Dekkan-Sultanate unterging, die ihrerseits nach 1685 vom Mogulreich erobert wurden. Wenige Jahre später (1690) kam das Gebiet unter die Kontrolle des Fürstenstaates von Mysore, dessen Herrschaft jedoch in der zweiten Hälfte des 18. Jahrhunderts durch Hyder Ali (reg. 1761–1782) und seinen Sohn Tipu Sultan (reg. 1782–1799) unterbrochen wurde. Später spielten die Briten die dominierende militärische und wirtschaftliche Rolle in Südindien.

## Sehenswürdigkeiten

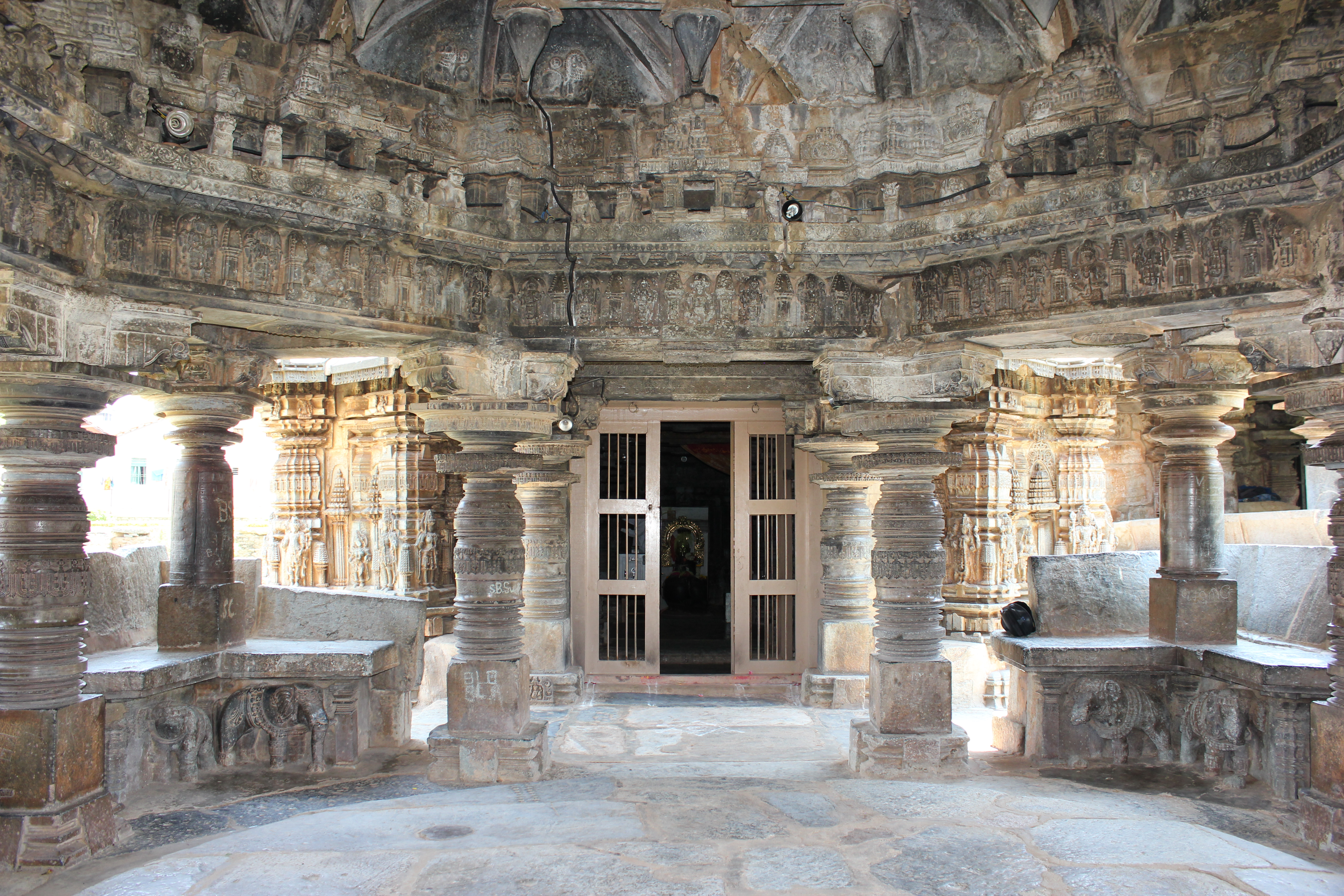
Große Vorhalle mit seitlichen steinernen Sitzbänken

- Der um 1220 entstandene Kalameshwara- oder Ishvara-Tempel ist dem Hindu-Gott Shiva geweiht und verfügt im Gegensatz zum Chennakeshava-Tempel in Somanathapura nur über eine Cella (garbhagriha) mit aufsitzendem mehrfach gestuften vimana-Turm und einer nahezu quadratischen, nach außen durch Wände geschlossenen Vorhalle (mandapa). Alle Bauteile sind stark gegliedert und mit zahlreichen Skulpturen und Ornamenten geschmückt. Außergewöhnlich ist die wohl einige Jahre später auf dem Grundriss eines 16-zackigen Sterns erbaute große Vorhalle (mahamandapa), die ganz auf Außenwände verzichtet; stattdessen ruht die in Teilen noch ursprüngliche Kragkuppel auf den alten gedrechselten Säulen aus Speckstein.
- Innerhalb des ummauerten Tempelbezirks befinden sich mehrere Stelen (hero stones), deren Inschriften und Figuren an Heldentaten etc. erinnern. Andere Stelen verweisen auf einen seit langem bestehenden Naga-Kult.

Umgebung

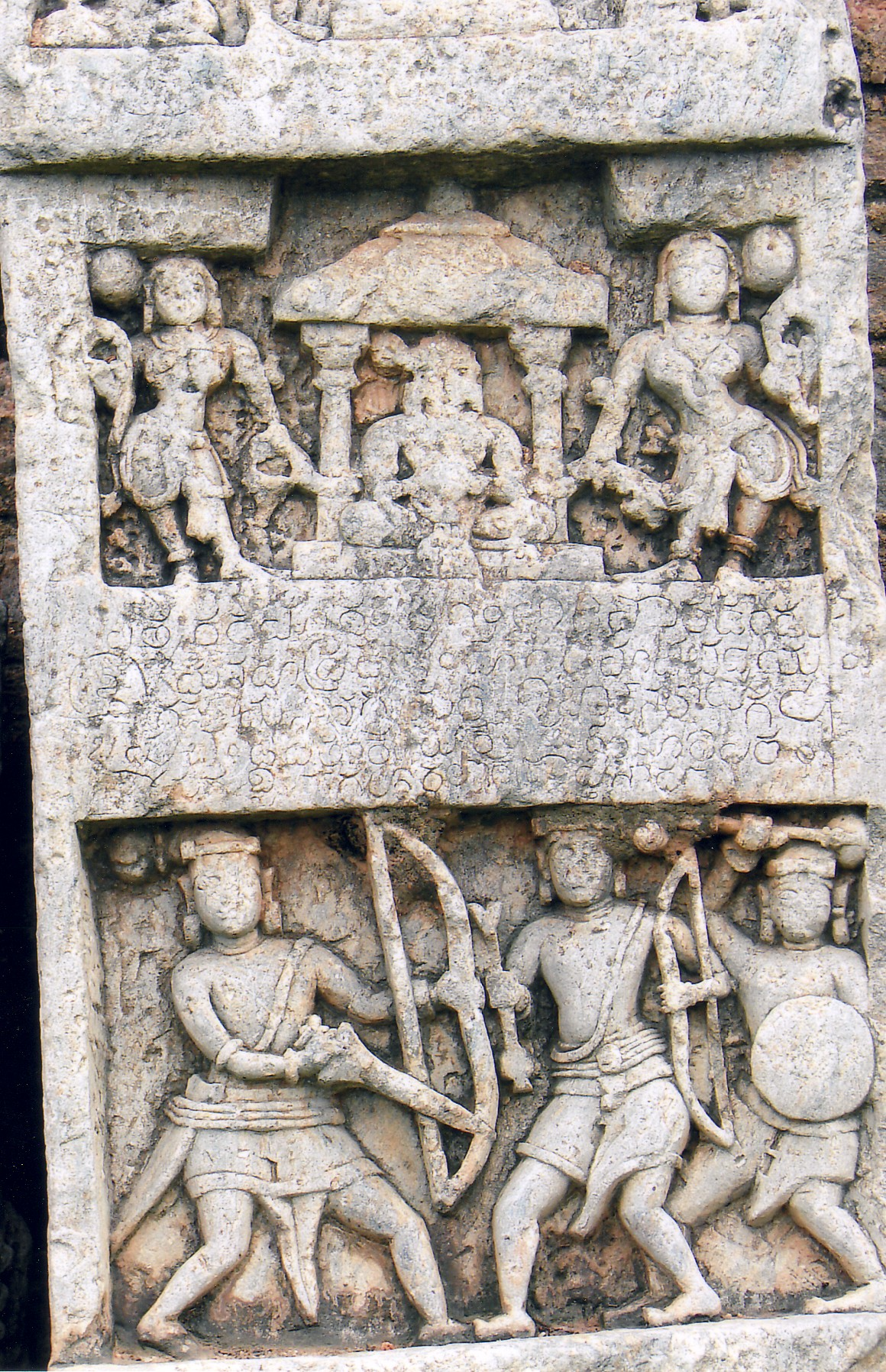
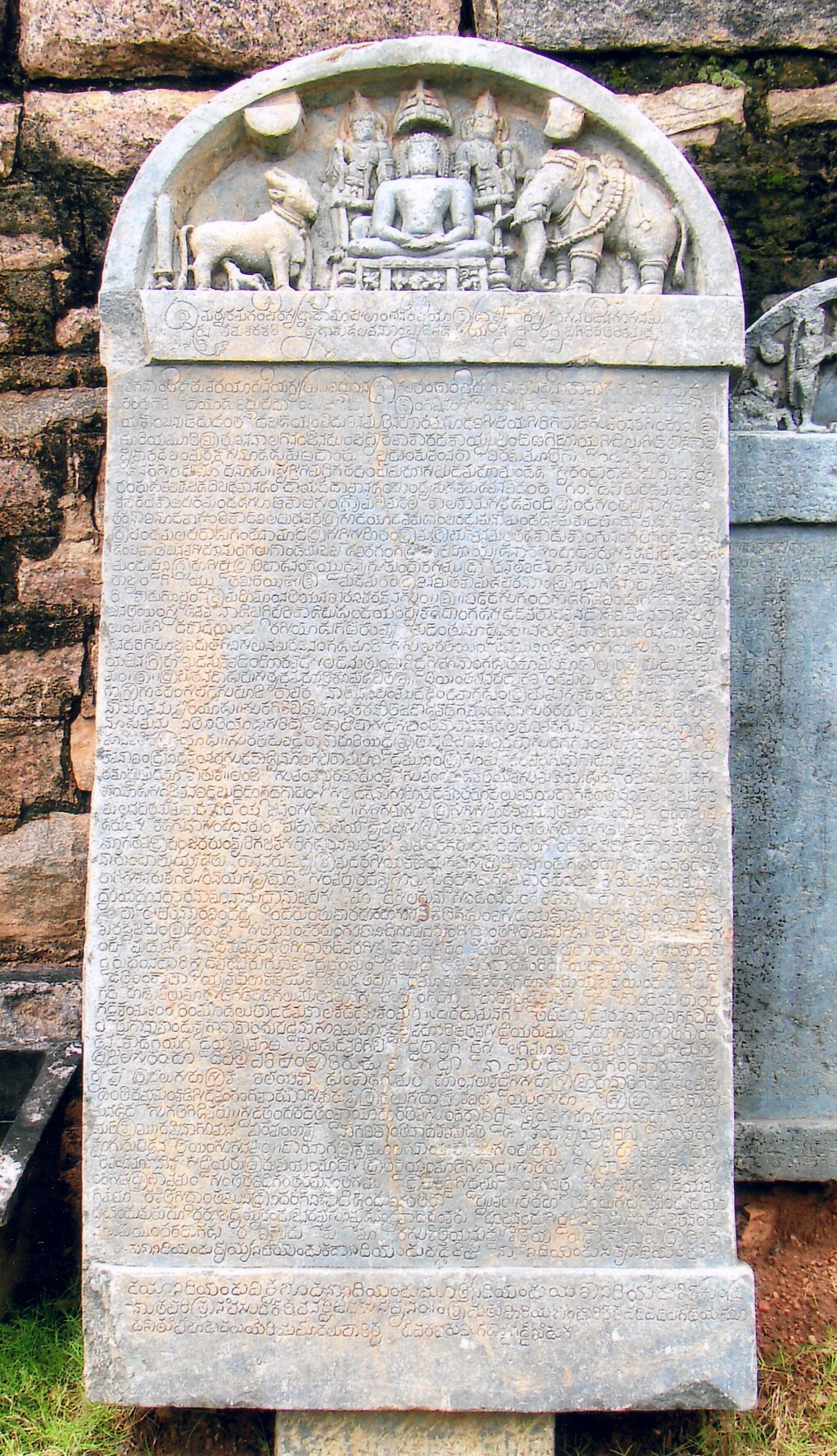
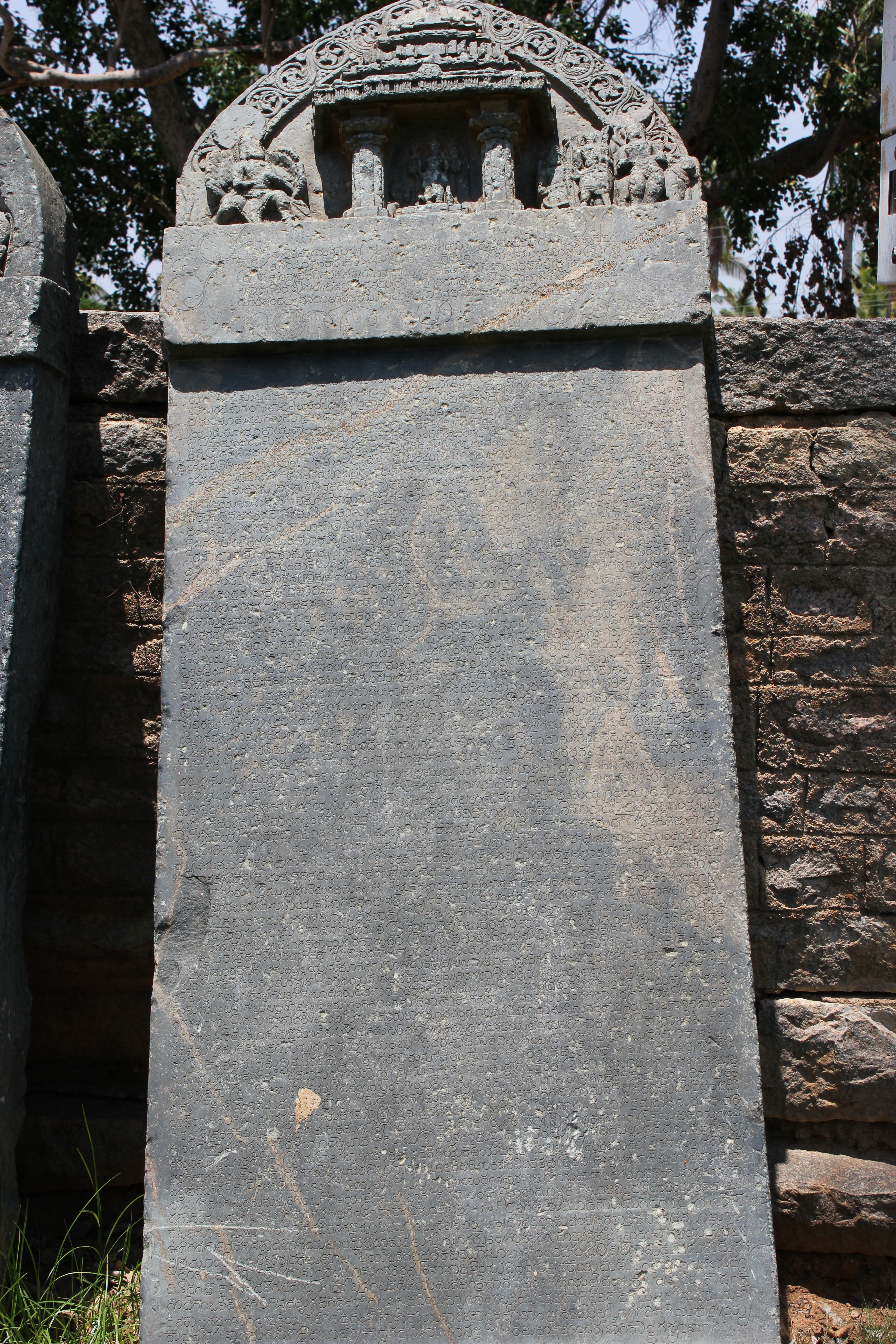
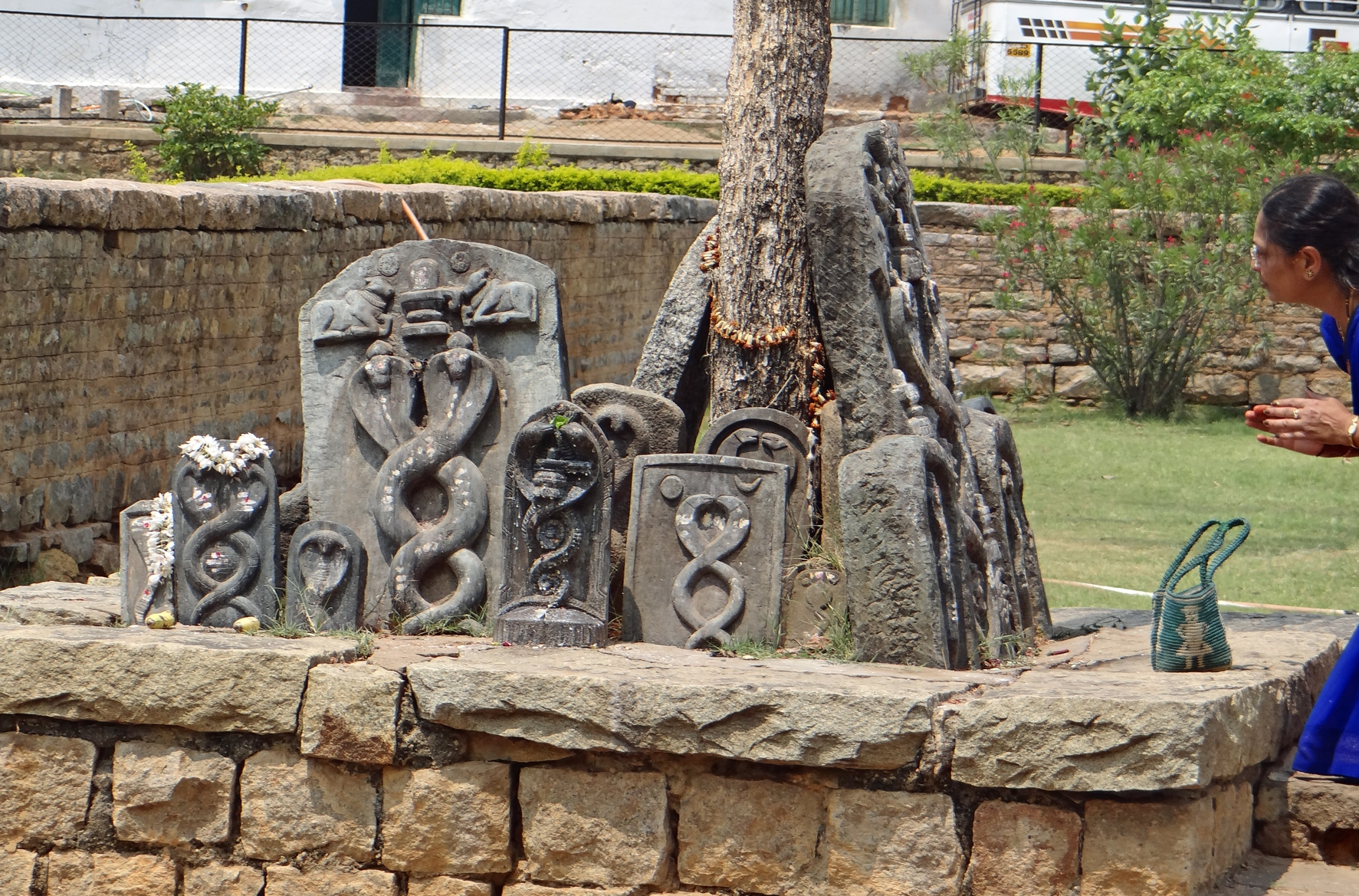

- Auf dem ca. 3 km entfernten Malekal Tirupathi Hill befinden sich zwei häufig von Pilgern besuchte Tempel aus späterer Zeit; einer ist der in Südindien häufig verehrten Gottheit Venkateswara (manchmal auch Balaji genannt) geweiht.
- Der ca. 7 km südöstlich gelegene Lakshmi Narasimha Temple zeigt deutliche Anklänge an die Vijayanagar-Architektur.
- Beim ca. 10 km südwestlich gelegenen Dorf Haranahally befinden sich die Ruinen einer wahrscheinlich im 11. Jahrhundert erbauten Festung.
- Bei der ca. 16 km nordöstlich gelegenen Kleinstadt Banavara ist ein weiteres Fort zu sehen.